# センリばあさんのクレイジー大変記
『センリばあさんのクレイジー大変記』（センリばあさんのクレージーたいへんき）は、1966年4月13日から同年9月29日までNET（現・テレビ朝日）系列局で放送された公開コメディ番組である。桜井センリの冠番組。

## 概要
当時出演していた金鳥の「キンチョール」のCMで「ルーチョンキ」「あたしって駄目ねえ」という流行語を生み出したハナ肇とクレージーキャッツの桜井センリの初主演作。桜井が当たり役の老婆を演じ、桜井とハナ肇以外のクレージーメンバーは老婆の一家の住人役で助演していた。そして、ハナは近所の老人役で出演していた。収録は俳優座劇場で行われていた。

## 放送時間
いずれも日本時間。
- 水曜 19時30分 - 20時00分（1966年4月13日 - 1966年6月29日）
- 木曜 19時00分 - 19時30分（1966年7月7日 - 1966年9月29日） - 『忍者ハットリくん』(実写版)と枠交換するかたちで移動。

## 出演者
- 上田センリ：桜井センリ
- 等（センリの息子）：植木等
- 伸（センリの孫）：安田伸
- 弘（同上）：犬塚弘
- 英太郎（同上）：石橋エータロー
- 谷田（発明好きの下宿人）：谷啓
- 花木じいさん（近所の老人）：ハナ肇
- ほか

## 脚本
- 池田一朗
- 塚田茂